# Fabio Van den Bossche
Fabio Van den Bossche (Ghent, 21 de setembro de 2000) é um ciclista belga.

## Carreira
Fabio Van den Bossche começou a andar de bicicleta aos oito anos.
Em 2015, sagrou-se campeão belga de iniciantes americanos (com Nicolas Wernimont). Em 2017, iniciou seu primeiro ano na categoria júnior (sub 19). Em julho, revelou-se ao conquistar duas medalhas no Europeu: uma de ouro no americano, com Nicolas Wernimont, e outra de prata na corrida por pontos. Nesse mesmo ano, sagrou-se campeão júnior belga nestas duas modalidades. Em 2018, conquistou dois títulos no Campeonato Europeu de Juniores, no omnium e depois na corrida americana, mais uma vez com o seu compatriota Nicolas Wernimont. Em dezembro, sagrou-se campeão belga na corrida por pontos e na corrida atrás de derny entre as elites, embora ainda não tivesse 19 anos. Na estrada, venceu uma prova por etapas: o Sint-Martinusprijs Kontich.
Em 2019, conquistou a medalha de prata com Robbe Ghys, Gerben Thijssen e Sasha Weemaes no European Team Pursuit Hopeful Championships. Nos Jogos Europeus de Minsk, ficou em quarto lugar no Americano com Moreno De Pauw. No dia 1º de agosto, foi contratado como estagiário pelo Sport Vlaanderen-Baloise. Em abril de 2021, participou na Volta à Flandres, onde integrou o breakaway do dia. Nos Jogos Olímpicos de Verão de 2024, em Paris, conquistou a medalha de bronze na prova de omnium.